# Akaselem
L’akaselem ou tchamba (akaselecɛ en akaselem) est une langue nigéro-congolaise parlée au Togo. Elle est classée dans le groupe des langues gurma de la branche gour des langues oti-volta. Elle est parfois considérée comme une variante du ntcham.

## Écriture
| a  | aa | b  | c | ɖ | e  | ee | ɛ | ɛɛ | f  | g  | gb | h | i  |
| ii | ɩ  | ɩɩ | j | k | kp | l  | m | n  | ny | ŋ  | ŋm | o | oo |
| l  | ɔ  | ɔɔ | p | r | s  | t  | u | uu | ʊ  | ʊʊ | w  | y | z  |

Les tons sont indiqués, sur toutes les voyelles et les consonnes nasales syllabiques, à l’aide de l’accent aigu pour le ton haut ‹ á é ɛ́ í ɩ́ ó ɔ́ ʊ́ ḿ ń ŋ́ › et par l’absence de diacritique pour le ton bas.